# Josef Nedělník

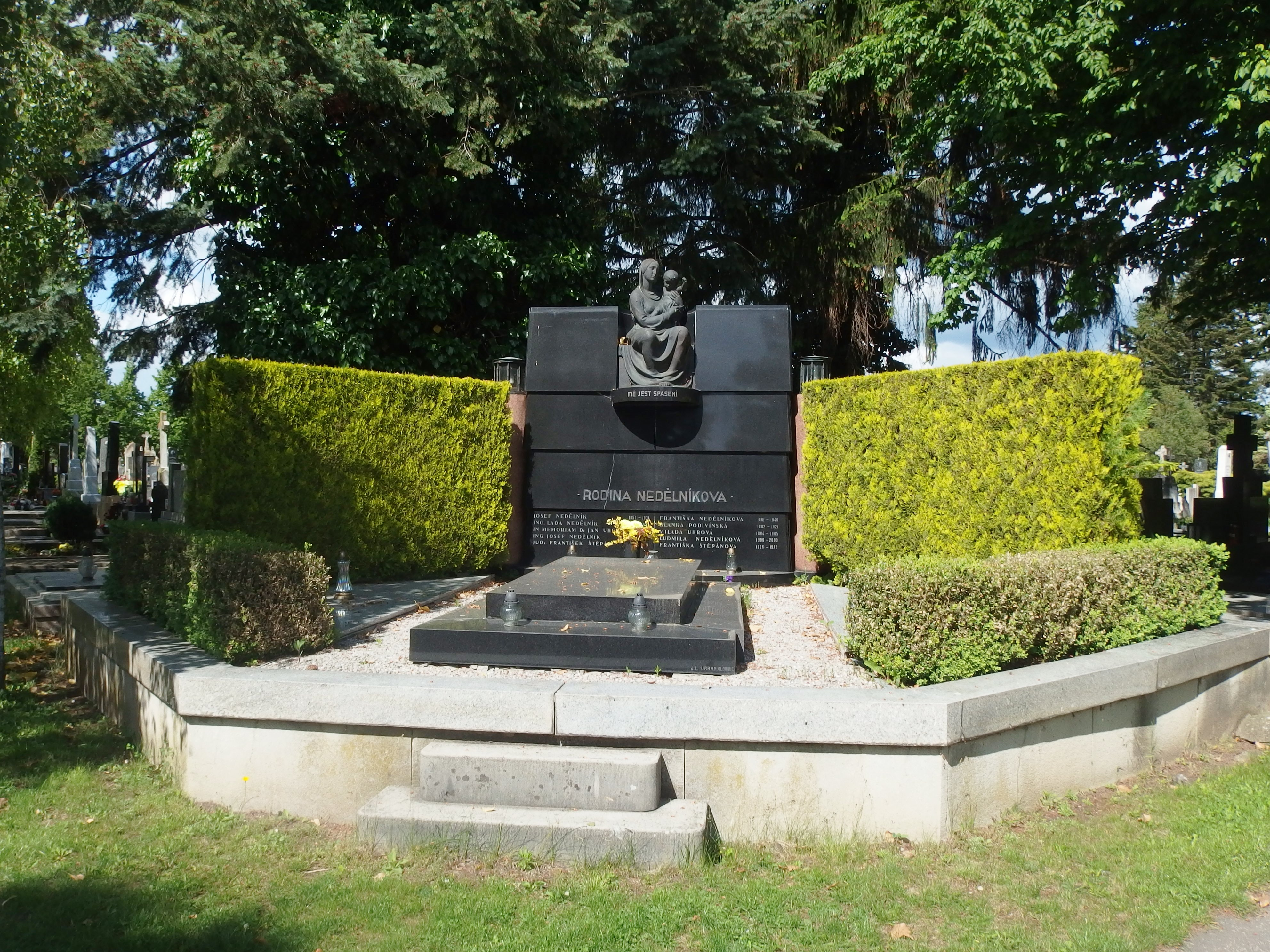
Rodinná hrobka

Josef Nedělník (10. března 1850, Vrahovice – 13. ledna 1931, Prostějov) byl český stavební inženýr a stavební podnikatel, spolumajitel firmy Konečný a Nedělník (společně s Rudolfem Konečným).

## Životopis
Narodil se ve Vrahovicích. Původně se vyučil zednickým mistrem. V roce 1886 ukončil studia a stal se stavebním inženýrem. V roce 1887 spoluzaložil firmu Konečný & Nedělník, která byla vedle firmy Čeňka Venclíka nejvýznamnější stavební firmou v Prostějově v době před první světovou válkou.
Zemřel roku 1931 a byl pohřben na Městském hřbitově v Prostějově.

## Vlastní projekty (společně s Rudolfem Konečným)
- Grandhotel, Prostějov (1912)[5]
- Vila Marty Toulové, Prostějov (1932–1933)[6]
- Vila Miroslava Grunty, Lutín (1932–1933)[7]

## Realizace (společně s Rudolfem Konečným)
- Vila Františka Kováříka, Prostějov (1910–1911, architekt Emil Králík)
- Vila Josefa Kováříka, Prostějov (1910–1911, architekt Emil Králík)
- Nová radnice, Prostějov (1911–1914, architekt K. H. Kepka)
- Městská spořitelna, Prostějov (1926, architekt Jindřich Kumpošt)[8]